# Emma Riverola
Emma Riverola (Barcelona, 28 de julio de 1965) es una novelista, dramaturga y articulista española. Su obra literaria y periodística expresa una marcada preocupación social y política. 

## Biografía
Licenciada en Ciencias de la Información por la Universidad Autónoma de Barcelona (UAB).
Durante 19 años trabajó como directora creativa ejecutiva en diversas agencias internacionales de publicidad, donde se especializó en marketing social. Compaginó esta actividad profesional con la escritura hasta que en 2008 dejó la publicidad para dedicarse en exclusiva a la literatura.
En 2004 publicó su primera novela, El amuleto de papel (Plaza & Janés). La vida de cuatro mujeres en una palpitante Barcelona multicultural. Una historia de soledad, integración, lucha por salir adelante, ideales perdidos y esperanzas renovadas.
Cartas desde la ausencia (Seix Barral, 2008) es su segunda novela. Una obra epistolar que, de la mano de varias generaciones de una familia, recorre las utopías perdidas del siglo XX. La obra tuvo una importante acogida por la crítica y fue objeto de estudio de dos trabajos académicos internacionales, firmados por la profesora Kathy Korcheck del Central College de Pella, Iowa (EEUU)
 y por Catherine Orsini-Saillet, profesora de la Université de Bourgogne.
En El hombre que mató a Messi (Edhasa, 2015) Riverola profundiza en la justicia restauradora entre víctimas y victimarios.
El fin de los Días Difíciles. La Evolución (Castalia, 2016) fue su primera incursión en la novela juvenil. Publicada en formato escolar, es una aventura utópica en el que un grupo de jóvenes debe adaptarse a una nueva realidad social basada en la igualdad y el intercambio.
Sal (Edicions 62. 2021) fue su primera novela en catalán y de género negro. Un alegato contra los abusos medioambientales de una empresa minera de la comarca catalana del Bages.
Metamorphosis (Edhasa], 2023) es su última novela publicada. A través de dos personajes femeninos conecta la Barcelona de Mercè Rodoreda con la actual. En ella resuenan el eco de guerras pasadas y el desgarro de las actuales.
En 2020, Riverola debutó como dramaturga con #PuertasAbiertas, una obra teatral ambientada en la noche de los atentados de París en 2015. Dirigida por Abel Folk y protagonizada por Cayetana Guillén Cuervo y Ayoub El Hilali se estrenó en el Teatro Español de Madrid y el Teatre Romea de Barcelona. Estuvo de gira dos años y fue representada en Nueva York, en el teatro El Repertorio Español.
En 2024 se estrenó su segunda obra teatral: Claveles, una reflexión sobre la amistad, el compromiso político, los ideales perdidos y la capacidad de recuperar la esperanza. Dirigida por Abel Folk y protagonizada por Silvia Marsó y por Abel Folk. Está prevista su gira por todo el país durante 2024 y 2025.
Riverola es columnista de prensa desde 2009. Inició esta faceta profesional en el diario El País. Desde 2010 colabora en El Periódico de Catalunya, donde durante doce años escribió un artículo diario. En la actualidad, publica sus columnas en el mismo diario y en otros periódicos del grupo Prensa Ibérica. Uno de sus artículos fue citado en un editorial de 'The New York Times' para explicar el 'shock' que supuso para el mundo el asalto al Capitolio en enero de 2021.
También ha escrito para las revistas revista Woman, Yo Dona, política&prosa y la publicación de teatro y pensamiento PreOcupaciones del Grupo Focus.

En 2019, recibió el Premio Buenas Prácticas en Comunicación no sexista de la Asociación de Mujeres Periodistas de Cataluña, por la perspectiva de género en sus artículos publicados en la prensa generalista.

En 2024, gana el premio de teatro Frederic Roda por su obra Amos. 

## Vida personal
Casada con el periodista Luis Mauri. Tienen dos hijos en común: Amanda Mauri y Max Mauri.

## Obra

### Narrativa
- 2004, El amuleto de papel (Plaza & Janés)
- 2008, Cartas desde la ausencia (Seix Barral)
- 2015, El hombre que mató a Messi (Edhasa).[10]
- 2016, El fin de los Días Difíciles. La Evolución (Castalia, narrativa juvenil).[11]
- 2021, Sal (Edicions 62, en catalán).[12]
- 2023, Metamorphosis (Edhasa).[13]

### Teatro
- 2020, #Puertas Abiertas.[14]

### Otros no ficción
- 2011, A Contracorriente (Editorial Península / Edicions 62 ) Retrato literario del alcalde de Barcelona, Jordi Hereu.
- 2011, Reflexions d'un vell centenari (Edicions 62) Selección de textos e introducción al personaje de Moisés Broggi
- 2011, Barcelona dóna joc (Editorial Efadós). Libro juego.